# Pamela Slotte
Pamela Paulina Slotte (* 20. April 1973 in Helsingfors) ist eine finnlandschwedische Religions- und Rechtswissenschaftlerin und Hochschullehrerin an der Åbo Akademi.

## Leben und Wirken
Pamela Slotte wurde in Helsingfors (finnisch Helsinki) geboren. Ihre Eltern sind Solveig Back und Carl-Gustaf Slotte.
Nach Austauschstudien an der Westfälische Wilhelms-Universität Münster beendete sie 1999 ihr Masterstudium an der schwedischsprachigen Åbo Akademi mit einer Arbeit über die deutsche Feministin und Theologin Dorothee Sölle. 2004 legte sie ihr Lizentiatsexamen an derselben Universität ab und wurde ebenfalls dort 2005 zum Doktor der Theologie promoviert. Ihre vom Rechtswissenschaftler Martin Scheinin betreute und auf Schwedisch verfasste Dissertation behandelt „Menschenrechte als moralischen und juristischen Begriff in einer pluralistischen Welt“. Für diese interdisziplinäre Arbeit, die theologische Ethik mit Moral- und Rechtsphilosophie kombiniert, wurde Slotte 2006 mit dem Forskarpriset ur Harry Elvings legat („Forscherpreis aus Harry Elvings Legat“) der Åbo Akademi ausgezeichnet. 2008 wurde sie für die Arbeit außerdem mit dem Staatsrat-Mauritz-Hallberg-Preis der Schwedischen Literaturgesellschaft in Finnland geehrt.
Im Folgenden war sie zuerst als Assistentin für Systematische Theologie in Åbo (finnisch Turku) tätig, hat später als Postdoktorandin in verschiedenen Forschungsprojekten gearbeitet und war als Gastforscherin in verschiedenen internationalen Universitäten tätig, darunter der Friedrich-Alexander-Universität Erlangen-Nürnberg, der Universität Roskilde, der Oxford University und der Emory University School of Law. Zwischen 2009 und 2013 war Slotte Senior Researcher am Erik Castrén Institute for International Law and Human Rights an der Universität Helsinki.
Seit 2014 ist sie an dieser Universität Privatdozentin (schwedisch docent) für „Religion und Recht“. Im selben Jahr wurde sie Privatdozentin für „Theologische Ethik und Religionsphilosophie“ an der Åbo Akademi. 
2016 wurde Slotte Assistenzprofessorin (biträdande professor) am neugegründeten Zentrum für Minoritätsforschung der Åbo Akademi, das aus interdisziplinärer Perspektive Themen um Finnlandschweden, Flüchtlinge, Asylsuchende sowie eingewanderte finnische Staatsbürger untersucht. Auch nach ihrer Berufung als ordentliche Professorin für Religion und Recht im Jahre 2020 blieb sie ein leitendes Mitglied an diesem Forschungszentrum der Åbo Akademi.
Neben Minderheitenforschung an der Schnittstelle von Recht und Religion forscht und lehrt Pamela Slotte zur Ideengeschichte, politischen und ethischen Theologie sowie Moral- und Rechtsphilosophie.

## Veröffentlichungen (Auswahl)
- Helge Årsheim, Pamela Slotte: The Juridification of Religion? Brill, Leiden/Boston 2007, ISBN 978-90-04-34962-9 (englisch).
- Pamela Slotte, Miia Marika Halme-Tuomisaari (Hrsg.): Revisiting the Origins of Human Rights. Cambridge University Press, Cambridge 2015, ISBN 978-1-107-10764-9 (englisch).
- Pamela Slotte, John Haskell (Hrsg.): Christianity and International Law: An introduction. Cambridge University Press, Cambridge 2021, ISBN 978-1-108-46497-0 (englisch).
- Virpi Mäkinen, Jonathan Robinson, Pamela Slotte, Heikki Haara (Hrsg.): Rights at the Margins: Historical, Legal and Philosophical Perspectives. Brill, Leiden/Boston 2020, ISBN 978-90-04-41677-2 (englisch).

## Auszeichnungen (Auswahl)
- 2008 Staatsrat-Mauritz-Hallberg-Preis